# Чемпионат СССР по боксу 1968
34-й чемпионат СССР по боксу проходил 5—16 июля 1968 года в Ленинакане (Армянская ССР).

## Медалисты
| Весовая категория                   | Золото                                                   | Серебро                                               | Бронза                                                                              |
| ----------------------------------- | -------------------------------------------------------- | ----------------------------------------------------- | ----------------------------------------------------------------------------------- |
| Первый наилегчайший вес (до 48 кг)  | Владимир Иванов «Труд» (Волгоград)                       | Владимир Белинский «Спартак» (Ташкент)                | Анатолий Фёдоров «Буревестник» (Саратов) Марат Жаксыбаев «Буревестник» (Чимкент)    |
| Второй наилегчайший вес (до 51 кг)  | Леонид Бугаевский «Динамо» (Одесса)                      | Николай Новиков Вооружённые силы (Московская область) | Иван Вяльченков «Динамо» (Гродно) Юрий Лещёв «Спартак» (Иваново)                    |
| Легчайший вес (до 54 кг)            | Валериан Соколов «Динамо» (Чебоксары)                    | Борис Ниязов Вооружённые силы (Ташкент)               | Виктор Орлов «Трудовые резервы» (Жуковский) Виталий Бендаловский «Динамо» (Одесса)  |
| Полулёгкий вес (до 57 кг)           | Валерий Плотников «Буревестник» (Москва)                 | Станислав Степашкин Вооружённые силы (Москва)         | Борис Кошевин «Динамо» (Алма-Ата) Семён Трестин «Динамо» (Одесса)                   |
| Лёгкий вес (до 60 кг)               | Сергей Ломакин «Спартак» (Московская область)            | Валерий Белоусов Вооружённые силы (Волгоград)         | Юрий Селивёрстов «Трудовые резервы» (Алма-Ата) В. Газаров «Трудовые резервы» (Баку) |
| Первый полусредний вес (до 63,5 кг) | Евгений Фролов «Трудовые резервы» (Москва)               | Гурген Саадян «Буревестник» (Ереван)                  | Андрей Долгов «Трудовые резервы» (Ленинград) Виктор Граничников «Зенит» (РСФСР)     |
| Второй полусредний вес (до 67 кг)   | Владимир Мусалимов Вооружённые силы (Киев)               | В. Привалов «Спартак» (РСФСР)                         | Агрис Шоколейс «Спартак» (Рига) Владислав Трепша «Локомотив» (Даугавпилс)           |
| Первый средний вес (до 71 кг)       | Борис Лагутин «Спартак» (Москва)                         | Валерий Трегубов Вооружённые силы (Волгоград)         | Борис Опук «Динамо» (Ленинград) Виктор Агеев Вооружённые силы (Московская область)  |
| Второй средний вес (до 75 кг)       | Эдуард Кауфман «Спартак» (Алдан)                         | А. Самсонов «Буревестник» (Москва)                    | Николай Рогачёв «Трудовые резервы» (Москва) Евгений Шарапов «Динамо» (Тамбов)       |
| Полутяжёлый вес (до 81 кг)          | Дан Позняк Вооружённые силы (Вильнюс)                    | Алексей Киселёв Вооружённые силы (Московская область) | Виктор Минаков «Динамо» (Алма-Ата) Витаутас Бингялис «Трудовые резервы» (Вильнюс)   |
| Тяжёлый вес (свыше 81 кг)           | Александр Васюшкин Вооружённые силы (Московская область) | Йонас Чепулис «Жальгирис» (Вильнюс)                   | Камо Сароян «Динамо» (Ереван) Леонид Крюк «Динамо» (Минск)                          |